# 진도 향현사
향현사는 전라남도 진도군 진도읍 성내리에 있으며 진도의 창군(創郡), 설읍(設邑)에 공이 있는 인물을 배향한 사우이다. 2012년 2월 29일 진도군의 향토문화유산(유형유산) 제12호로 지정되었다.

## 개요
향현사는 진도군 진도읍 성내리에 있으며 진도의 창군(創郡), 설읍(設邑)에 공이 있는 인물을 배향한 사우이다.
일반적으로 향현사는 고을에 공이 있는 사람들을 모시는 사당을 말한다. 진도의 향현사는 창군 설읍 유공자인 팔위(八位, 즉 박연, 박근손, 조복명, 김석곤, 박인복, 박정, 김중연, 조맹문)와 박근무, 하극창, 박의경, 최민명, 조복리, 임은, 김백균 등을 제향하고 있다.
진도군의 향현사는 1868년 대원군의 사원 철폐령에 따라 봉암서원과 함께 철거되어, 그 연원에 대한 기록이 별로 없다. 그러나 봉암서원 아래에 있고 1778년에 양사재를 지었던 것으로 미루어 이 무렵에 초설된 것으로 추정하고 있다.
향현사는 창군설읍 유공자인 8현(八賢, 박연·박근손·조복명·김석곤·박인복·박정·김중연·조맹문)을 제향하여 오다가, 1869년 박영·양진회를 추가해 모시고, 소현사라 했으나 철폐되었다고 한다.
1931년 향현사 복원 기성회가 발족되어, 1933년 5월에 군강공원 남쪽에 사우를 재건하였다. 복원 후에는 박영과 양진회를 제외하고, 8현과 함께 박근무·하극창·임은·박의경·최민명·조복리·김백균 등 7명을 추배했다. 1931년 정만조가 찬한 8현 공적비가 진도향교 뜰에 남아 있다.
향현사는 진도의 창군(創郡)·설읍(設邑)에 공이 있는 인물들을 배향하고 있는 사우로서 역사적 가치가 크다고 하겠다.